# Walder Altmühl
Die Walder Altmühl ist ein rechter Zufluss der Altmühl bei Gunzenhausen im mittelfränkischen Landkreis Weißenburg-Gunzenhausen. Vor der Anlage des Altmühlsees im Zuge der Schaffung des Fränkischen Seenlands war er ein rechter Seitenarm der Altmühl. Benannt ist er nach dem Ort Wald.

## Verlauf
Die Walder Altmühl entsteht südöstlich von Höhberg an einer östlichen Spitze des Waldgebietes um den Spiegelberg auf etwa 438 m ü. NHN unweit zur Grenze zum Landkreis Ansbach. Dieser Oberlauf fließt zunächst etwa 300 Meter nordwärts bis an die Seite eines Feldweges, wo aus einer nahen Verdolung von links der Abfluss von weiteren kurzen Graben südwestlich von Höhberg zuläuft. Von dort an folgt der Oberlauf ostwärts entlang dieses Feldwegs in Richtung Streudorf, dabei durchläuft er einen etwa 0,3 ha kleinen See. Streudorf durchzieht er dann unterirdisch unter Straßenzügen. An der Südostecke des Siedlungsbereichs tritt das Gewässer auf einer Höhe von etwa 419 m ü. NHN wieder an die Oberfläche.
Die Walder Altmühl fließt hiernach dem Südwestufer des Altmühlsees entlang, meist weniger als hundert Metern von dessen Staudamm entfernt. Sie passiert dabei die weiter vom See entfernten Ortschaften Mooskorb, dann das namengebenden Wald und auch Schweina. Beim Sportboothafen nimmt sie den aus dem Westen kommenden Förtleinsgraben auf, nach Passieren des hinterm Damm liegenden Strandbades aus gleicher Richtung den Rodelweihergraben. Dann umrundet sie das Südofer des Sees, berührt dabei die dort dicht am See verlaufende B 466 und fließt in das breite Auslassbett des Altmühlsees ein, in das vom See her allerdings nur sehr selten Wasser abgelassen wird. Dieses selbst mündet dann etwas weiter südöstlich und jenseits der Bundesstraße auf etwa 412 m ü. NHN in die kräftigere, aber in schmalerem Bett nahende Altmühl, die hier eben das andere Ufer des Sees umlaufen hat.
Die Walder Altmühl ist etwa 6,5 km lang, wovon etwa 0,4 km auf die Strecke im Ablassbett des Altmühlsees entfallen. Ab Streudorf verliert der Wasserlauf nur rund 7 Höhenmeter. Wegen des auf dieser etwa 4,5 km langen Strecke zwischen Streudorf und der Mündung nur rund 1,5 ‰ erreichenden mittleren Sohlgefälles fließt das Gewässer hier recht langsam.

### Einzugsgebiet
Die Walder Altmühl entwässert, außer wenn der Notablass des Altmühlsees in sie entwässert, ein Gebiet von 7,5 km², das naturräumlich zu den Unterräumen Königshofener Heide und Ornbau-Gunzenhäuser Altmühltal des Mittelfränkischen Beckens gehört. Der Altmühltalanteil ist eine sehr flache Ebene im nordwestlichen Teil des Einzugsgebietes, in welchem der gesamte Namenslauf des Gewässers liegt. Der südwestliche Anteil in der Königshofener Heide liegt höher, hier befindet sich westlich von Höhberg fast auf dem Gipfel des Spiegelbergs (505 m ü. NHN) der mit etwa über 500 m ü. NHN höchste Punkt des Einzugsgebietes an seiner Nordwestspitze.
Die Talebene der Altmühl decken Auenablagerungen, in den Hügeln am Rand steht Sandsteinkeuper an. Auf der Kuppe des Spiegelbergs liegt über dem Sandsteinkeuper noch Feuerletten (Trossingen-Formation).

### Zuflüsse
- (Oberlauf oberhalb von Streudorf), von Westen
- Förtleinsgraben, von rechts und Westen
- Rodelweihergraben, von rechts und Westen
- (Notablauf des Altmühlsees), von links und Nordwesten